# Струнный квартет № 7 (Шостакович)
Струнный квартет № 7 Фа-диез минор, соч. 108, написанный Дмитрием Шостаковичем в 1960 году.
Седьмой квартет представляет поворотный пункт в подходе Шостаковича к квартетному жанру. В это время у Шостаковича возникла мысль написать двадцать четыре квартета во всех мажорных и минорных тональностях. И хотя этот уникальный замысел не был до конца реализован композитором, можно сказать, что с этого момента жанр квартета становится для него одним из самым главных — с 1960 по 1974 год он сочинил девять квартетов (с Седьмого по Пятнадцатый).
Седьмой квартет является самым коротким по продолжительности в квартетном цикле Шостаковича — около тринадцати минут, но концентрация мысли на таком лаконичном промежутке времени на редкость интенсивна.
Первоначально, Шостакович дал для каждой из частей названия — «Скерцо» (Allegretto), «Пастораль» (Lento), «Фуга» (Allegro), но отказался от них при издании сочинения.

## Исполнение квартета
Первое исполнение состоялось 15 мая 1960 года в Ленинграде, квартетом имени Бетховена.

## Строение квартета
Квартет состоит из трёх частей:
- 1. Allegretto
- 2. Lento
- 3. Allegro, Allegretto